# Grands Moulins de Paris (Marquette-lez-Lille)
Pour les articles homonymes, voir Grands Moulins de Paris (homonymie).
Les Grands Moulins de Paris sont une minoterie désaffectée située à Marquette-lez-Lille, en France.

## Localisation
Les Grands Moulins de Paris sont situés dans le département français du Nord, sur la commune de Marquette-lez-Lille.

## Historique
La minoterie est construite à proximité de la Deûle en 1921 par l'architecte Vuagnaux qui utilise un style néo-flamand,. Le site est acquis en 1928 par Les Grands Moulins de Paris. La minoterie est utilisée jusqu'en 1989. Les bâtiments sont inscrits au titre des monuments historiques en 2001.
Le site, depuis abandonné, fait partie dans les années 2010 d'un projet de rénovation urbaine suivi par la Métropole européenne de Lille. En janvier 2017, un projet de reconversion du site en logements est annoncé. Ce projet doit aboutir en 2022.